# 오쿠 야스카타
오쿠 야스카타(奥保鞏, 1847년 1월 5일 ~ 1930년 7월 19일)는 메이지 시대의 육군 군인이다. 계급은 원수로 육군 대장을 지냈으며, 종1위 훈등 금치훈장으로 백작의 작위를 받았다. 조슈 정벌부터 시작하여 각종 내란과 청일 전쟁, 러일 전쟁 등에 참전하였고, 1903년 11월, 육군 대장으로 진급하였다. 1906년 육군 참모 총장을 거쳤다.

## 생애
부젠국(현재의 후쿠오카현) 고쿠라번 오가사와라 가의 가신인 오쿠 리에몬 호노리(奥利右衛門保矩)의 장남으로 고쿠라(현재의 기타큐슈시)에서 태어났다. 아명은 다메지로(為次郎)로 15살 때 본가의 오쿠 야스요시(奥保義)의 양자가 되어 장남으로 가문을 잇는다.
막말에는 막부 측에서 가주를 따라 조슈 정벌에 참가하였다. 1869년 1월에 아시가루 대장이되어, 다음 달에 도쿄에 유학을 했다. 1871년 5월 상비4번 소대장으로 취임하였다. 같은 해 6 월 육군에 입영하여 서해진대 2번대대 소대장으로 부임하였다. 같은 해 11월 육군 대위로 규슈 진대(후 구마모토 진대)에 소속되었다. 1872년 메이지 5년 4월 육군 대위로 승진하여 가고시마 분영소에 배속되었다.
1873년 메이지 6년 8월 구마모토 진대 중대장으로 이동하여, 사가의 난에 출정하여 부상을 당했다. 1874년 6월 육군 소령으로 진급하여 보병 제11대대장에 취임했다. 같은 해 8월 타이완 출병에 종군했다. 1875년 2월 보병 제13연대 대대장으로 신푸렌의 난 평정에 참가했다.

## 참고자료
- 하타 이쿠히코 엮음 『日本陸海軍総合事典』제2판, 도쿄대학출판회, 2005년
- 『陸軍現役将校同相当官実役停年名簿』（쇼와 3년 9월 하루조）16조각에 기재